# Großgartacher Straße 23 (Böckingen)

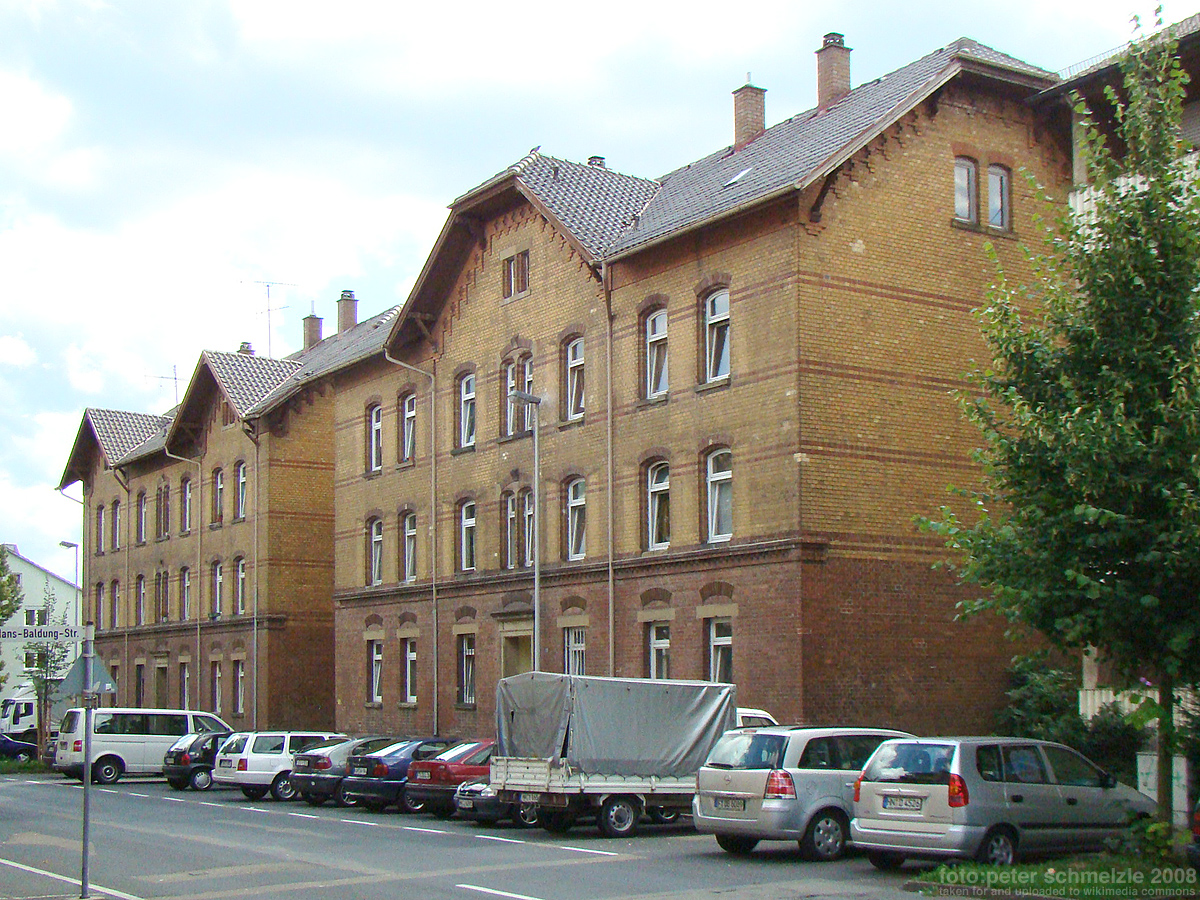
Die Wohnhäuser Großgartacher Straße 21 und 23 in Heilbronn-Böckingen

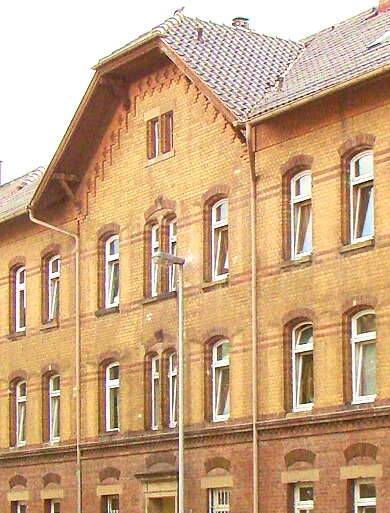
Detail der Fassade von Nr. 23

Das Wohnhaus Großgartacher Straße 23 im Heilbronner Stadtteil Böckingen steht heute unter Denkmalschutz.

## Beschreibung
Das Wohnhaus Großgartacher Straße 23 ist ein traufständiger, dreistöckiger Sichtziegelbau. Die Fassade wird spiegelsymmetrisch durch sieben Fensterachsen gegliedert.
Die rechteckigen Fenster im Erdgeschoss haben einen Fenstersturz aus Sandstein. Über jedem Fenster befindet sich als Fensterbekrönung ein Segmentbogen in farbig, kontrastierendem Sichtziegelwerk.
Die Fenster in den beiden Obergeschossen haben einen Fenstersturz, der als Segmentbogen in farbig, kontrastierendem Sichtziegelwerk gestaltet worden ist.
In der Mitte des Hauses befinden sich rundbogige Zwillingsfenster, die durch einen gemeinsamen Segmentbogen in farbig, kontrastierendem Sichtziegelwerk als Fensterbekrönung zusammengefasst werden.
Das Wohnhaus hat als oberen Abschluss einen Zwerchgiebel in der Mitte, der drei Fensterachsen breit ist. In der Fassade des Zwerchgiebels befindet sich ein rechteckiges Zwillingsfenster mit einem Fenstergewände aus Sandstein. Ein Rundbogen-Fries unterhalb der Dachtraufe schmückt die Schaufassade des Zwerchgiebels, der ein weit vorkragendes Krüppelwalmdach mit sichtbaren geschnitzten Knaggen und Pfettenköpfen, hat.

## Geschichte
Das Gebäude wurde nach Plänen des Bezirksbauamtes und des Architekten Hartmann im Jahre 1899 für die Bediensteten der Königlichen Württembergischen Eisenbahninspektion errichtet. Hartmann entwarf ebenso das Nachbargebäude, Großgartacher Straße 21. Ein anderes Beispiel für die Wohnhausarchitektur für Eisenbahnbedienstete befindet sich an der Schmollerstraße 22,24.